# J. J. Pickle
James Jarrell Pickle, detto J. J. (Roscoe, 11 ottobre 1913 – Austin, 18 giugno 2005), è stato un politico statunitense, membro della Camera dei Rappresentanti per lo stato del Texas dal 1963 al 1995.

## Biografia
Nato in Louisiana, Brooks si trasferì nel Texas da bambino. Laureatosi all'Università del Texas ad Austin, prestò servizio militare nella marina durante la seconda guerra mondiale. Rientrato in patria, lavorò nel settore delle pubbliche relazioni.
Entrato in politica con il Partito Democratico, nel 1961 entrò a far parte della Texas Employment Commission, dietro nomina dell'allora governatore del Texas Price Daniel.
Nel 1963 vinse un'elezione speciale per la Camera dei Rappresentanti indetta per assegnare il seggio vacato da Homer Thornberry. Pickle fu riconfermato deputato per altri quindici mandati, finché nel 1994 decise di andare in pensione e lasciò il Congresso dopo oltre trentun anni di permanenza.
Durante la sua carriera politica, Pickle fu sostenitore dei diritti civili e della sicurezza sociale: votò ad esempio a favore del Civil Rights Act.
J. J. Pickle, a cui erano stati diagnosticati un carcinoma della prostata e un linfoma, morì nel 2005 all'età di novantuno anni.